# Tachymenis
Tachymenis is een geslacht van slangen uit de familie toornslangachtigen (Colubridae) en de onderfamilie Dipsadinae.

## Naam en indeling
Er zijn zes verschillende soorten. De wetenschappelijke naam van de groep werd voor het eerst voorgesteld door Arend Friedrich August Wiegmann in 1835.

## Verspreiding en habitat
Alle soorten komen voor in delen van Zuid-Amerika en leven in de landen Peru, Chili, Bolivia en Argentinië. De habitat bestaat uit vochtige tropische en subtropische bossen, graslanden en scrublands. Ook in door de mens aangepaste streken zoals weilanden kunnen de dieren worden aangetroffen.

## Beschermingsstatus
Door de internationale natuurbeschermingsorganisatie IUCN is aan vijf soorten een beschermingsstatus toegewezen. Twee soorten worden gezien als 'veilig' (Least Concern of LC), twee soorten als 'onzeker' (Data Deficient of DD) en één soort als 'gevoelig' (Near Threatened of NT).

## Soorten
Het geslacht omvat de volgende soorten, met de auteur en het verspreidingsgebied.
| Naam                 | Auteur          | Verspreidingsgebied              | Beschermingsstatus |
| -------------------- | --------------- | -------------------------------- | ------------------ |
| Tachymenis affinis   | Boulenger, 1896 | Peru                             |                    |
| Tachymenis attenuata | Walker, 1945    | Bolivia, Peru                    |                    |
| Tachymenis chilensis | Schlegel, 1837  | Argentinië, Chili                |                    |
| Tachymenis elongata  | Despax, 1910    | Peru                             | Niet geëvalueerd   |
| Tachymenis peruviana | Wiegmann, 1835  | Peru, Chili, Bolivia, Argentinië |                    |
| Tachymenis tarmensis | Walker, 1945    | Peru                             |                    |